# Велеццо-Ломеллина
Велеццо-Ломеллина (итал. Velezzo Lomellina) — коммуна в Италии, располагается в регионе Ломбардия, в провинции Павия.
Население составляет 103 человека (2008 г.), плотность населения составляет 13 чел./км². Занимает площадь 8 км². Почтовый индекс — 27020. Телефонный код — 0384.
В коммуне 15 августа особо празднуется Успение Пресвятой Богородицы.

## Демография
Динамика населения:

## Администрация коммуны
- Официальный сайт: